# Howard Pearce
Horward John Stredder Pearce (1949. április 13. –) a Falkland-szigetek vezetője valamint Déli-Georgia és Déli-Sandwich-szigetek kormányzója volt 2006 júliusáig. Mindkét posztot 2002. december 3-án foglalta el. Kinevezése előtt Pearce 1999 és 2002 között Máltán volt nagykövet. 1972-ben kezdett el a Külügyi és Nemzetközösségi Hivatalnál dolgozni.
2004 októberében feleségül vette Caroline Thomée, építészt és fényképészt. Ő az első kormányzó, aki a Falkland-szigeteken házasodott. Az esküvőjük napján a helyi iskolákban nem tartottak tanítást, a gyerekeknek szabadnapjuk volt. Dél-Georgiában, Grytvikenben a templomban is szólt értük egy harang.
2005. július 27-én jelentették be, hogy Pearce elhagyja a Falkland-szigeteket és a déli szigeteket, mert más munkát végez az Hivatalon belül. Helyét 2006 tavaszától Alan Huckle vette át, aki ezelőtt Anguilla kormányzója volt.